# Milena Agus
Milena Agus (Génova, Italia, 1959) es una de las principales novelistas de la Nueva ola literaria sarda, que comenzó en la década de 1980 y que incluye nombres de ámbito internacional como Michela Murgia.

## Biografía
Milena Agus nació en Génova, hija de padres de Cerdeña. Vive y trabaja en Cagliari, donde anteriormente fue profesora italiana de Historia en el Instituto Técnico Meucci. Después se trasladó a la enseñanza en la escuela de Cagliari llamada Foiso Fois.
Su primera novela, Mientras que el tiburón está durmiendo (Nottetempo, 2005) tuvo dos reimpresiones en pocos meses, pero fue Mal di Pietre la que atrajo a la atención de un amplio público. Traducido a cinco idiomas, fue un éxito de ventas en Francia, donde saltó a la fama internacional. Mal di Pietre ganó el premio Strega, el premio Campiello, y el premio Narrativa di Stresa.

## Obras
- While the Shark is Sleeping, Roma, Nottetempo, 2005.
- Mal di pietre, Roma, Nottetempo, 2006.
- Perché scrivere, Roma, Nottetempo, 2007.
- Scrivere è una tana, Cagliari, CUEC, 2007.
- The Neighbour, Cagliari, Tiligù, 2008.
- Ali di Babbo, Roma, Nottetempo, 2008.
- La Contessa di ricotta, Roma, Nottetempo, 2009.
- Nascosto al giorno. Il piacere di leggere e di scrivere, (con Ettore Cannas), Cagliari, Tiligù, 2010.
- Sottosopra, Roma, Nottetempo, 2011.
- Guardati dalla mia Fama (con Luciana Castellina), Nottetempo, 2014.

## Premios
- Premio Junturas 2004, por Mal di Pietre.
- Premio Relevo («roman d'évasion») en Francia.
- Premio Village Forte 2007.
- Premio Campiello, selección especial 2007 del Jurado.
- Santa Marinella Peize 2007.
- Premio Morante Elsa 2007.